# Arrephorion
Het Arrephorion was een gebouw op de Akropolis in het oude Athene dat diende als woonhuis voor twee arrephoren, meisjes die in dienst waren van de godin Athena.
We kennen het Arrephorion door de beschrijving van Pausanias (1,27,3), die vertelt dat het een huis is waar een tijdlang twee arrephoren woonden. Tijdens het festival van de Arrephoria voerden ze ’s nachts een ritueel uit waarbij ze van de priesteres van Athena dingen op hun hoofd te dragen kregen waarvan noch zij, noch de priesteres wist wat het was. De meisjes daalden door een natuurlijke onderaardse gang af naar het heiligdom van Aphrodite in de Tuinen. Daar lieten ze datgene wat ze droegen achter en kregen ze iets anders wat ze bedekt naar boven brachten. Hierna werden de meisjes vrijgelaten en opgevolgd door twee anderen.
Het gebouw bevond zich aan de noordkant van de Akropolis, ten westen van het Erechtheion. Deze locatie werd in de jaren 1920 door de Duitse archeoloog Wilhelm Dörpfeld vastgesteld op grond van de aanwezigheid van een naar beneden lopende rotsspleet. Ter plaatse bevinden zich tegen de noordmuur van de Akropolis muurresten met meerdere lagen vierkante kalksteenblokken van een gebouw van ca. 12,20 m. in het vierkant. Het bestond uit een binnenruimte van ca. 8 m. diep waar aan de zuidkant een zuilengalerij voor stond van ca. 4,40 m. diep. Het werd waarschijnlijk in de 5e eeuw v.Chr. gebouwd.
Bij het Arrephorion was ook een ruimte voor balspel ('sphairisterion'). Dat wordt duidelijk uit een mededeling in het leven van Isocrates in de Levens van de tien redenaars van (pseudo-) Plutarchus, waar wordt vermeld dat er een beeld stond van Isocrates als ruiter, kennelijk omdat hij in zijn jeugd een paardenrace had gewonnen.